# 津森村
津森村（つもりむら）は、熊本県の中部、上益城郡にかつてあった村である。

## 歴史
- 1889年4月1日 - 町村制が施行。田原村、下陣村、上陣村、小谷村、杉堂村、寺中村が合併して発足。
- 1919年 - 城山銅山で鉱毒問題が深刻化。住民が補償を要求[1]。
- 1954年4月1日 - 木山町、広安村、飯野村、福田村と合併し益城町となる。

## 学校
- 津森村立津森小学校（現在の益城町立津森小学校）